# Distretto di Feni
Il distretto di Feni è un distretto del Bangladesh situato nella divisione di Chittagong. Si estende su una superficie di 990,36 km² e conta una popolazione di 1.437.371 abitanti (dato censimento 2011).

## Suddivisioni amministrative
Il distretto si suddivide nei seguenti sottodistretti (upazila):
- Chhagalnaiya
- Daganbhuiyan
- Feni Sadar
- Fulgazi
- Parshuram
- Sonagazi